# Cantó de Montcuc
El cantó de Montcuc és un cantó francès del departament de l'Òlt, situat al districte de Caors. Té 16 municipis i el cap és Montcuc.

## Municipis
- Bagat de Carcin
- Bèlmontet
- Lo Bolben
- Fargas
- Las Cabanas
- Lebrèlh
- Montcuc
- Montliausut
- Sent Çaprian
- Sent Daunès
- Senta Crotz
- Sent Laurenç de l'Òrmia
- Sent Matre
- Sent Pantaleon
- Sauç
- Valpronda

## Història
| Data d'elecció                           | Identitat     | Partit | Qualitat |
| ---------------------------------------- | ------------- | ------ | -------- |
| 1958-19924                               | Maurice Faure | MRG    |          |
| 1994-                                    | Daniel Maury  | PRG    |          |
| les dades anteriors no són pas conegudes |               |        |          |
|                                          |               |        |          |

## Demografia
| 1962  | 1968  | 1975  | 1982  | 1990  | 1999  | 2006  |
| ----- | ----- | ----- | ----- | ----- | ----- | ----- |
| 3.606 | 4.039 | 3.683 | 3.560 | 3.662 | 3.757 | 3.911 |